# سیارک ۳۰۰
سیارک ۳۰۰ (به انگلیسی: 300 Geraldina) سیصدمین سیارک کشف شده‌است که در ۳ اکتبر ۱۸۹۰ و در نیس کشف شد.
قدر مطلق سیارک برابر ۹٫۶۰ است.